# Ladmyrtjärnen, Medelpad
Ladmyrtjärnen är en sjö i Ånge kommun i Medelpad och ingår i Ljungans huvudavrinningsområde.